# Culex tournieri
Culex tournieri är en tvåvingeart som beskrevs av Georges Senevet och Emile Abonnenc 1939. Culex tournieri ingår i släktet Culex och familjen stickmyggor.
Artens utbredningsområde är Franska Guyana. Inga underarter finns listade i Catalogue of Life.